# Lagophylla
Lagophylla är ett släkte av korgblommiga växter. Lagophylla ingår i familjen korgblommiga växter.
Kladogram enligt Catalogue of Life:
| Lagophylla | \| \| Lagophylla dichotoma \| \| \| \| \| \| Lagophylla glandulosa \| \| \| \| \| \| Lagophylla minor \| \| \| \| \| \| Lagophylla ramosissima \| \| \| \| |
|            | \| \| Lagophylla dichotoma \| \| \| \| \| \| Lagophylla glandulosa \| \| \| \| \| \| Lagophylla minor \| \| \| \| \| \| Lagophylla ramosissima \| \| \| \| |
|            | Lagophylla dichotoma |
|            | |
|            | Lagophylla glandulosa |
|            | |
|            | Lagophylla minor |
|            | |
|            | Lagophylla ramosissima |
|            | |

## Bildgalleri

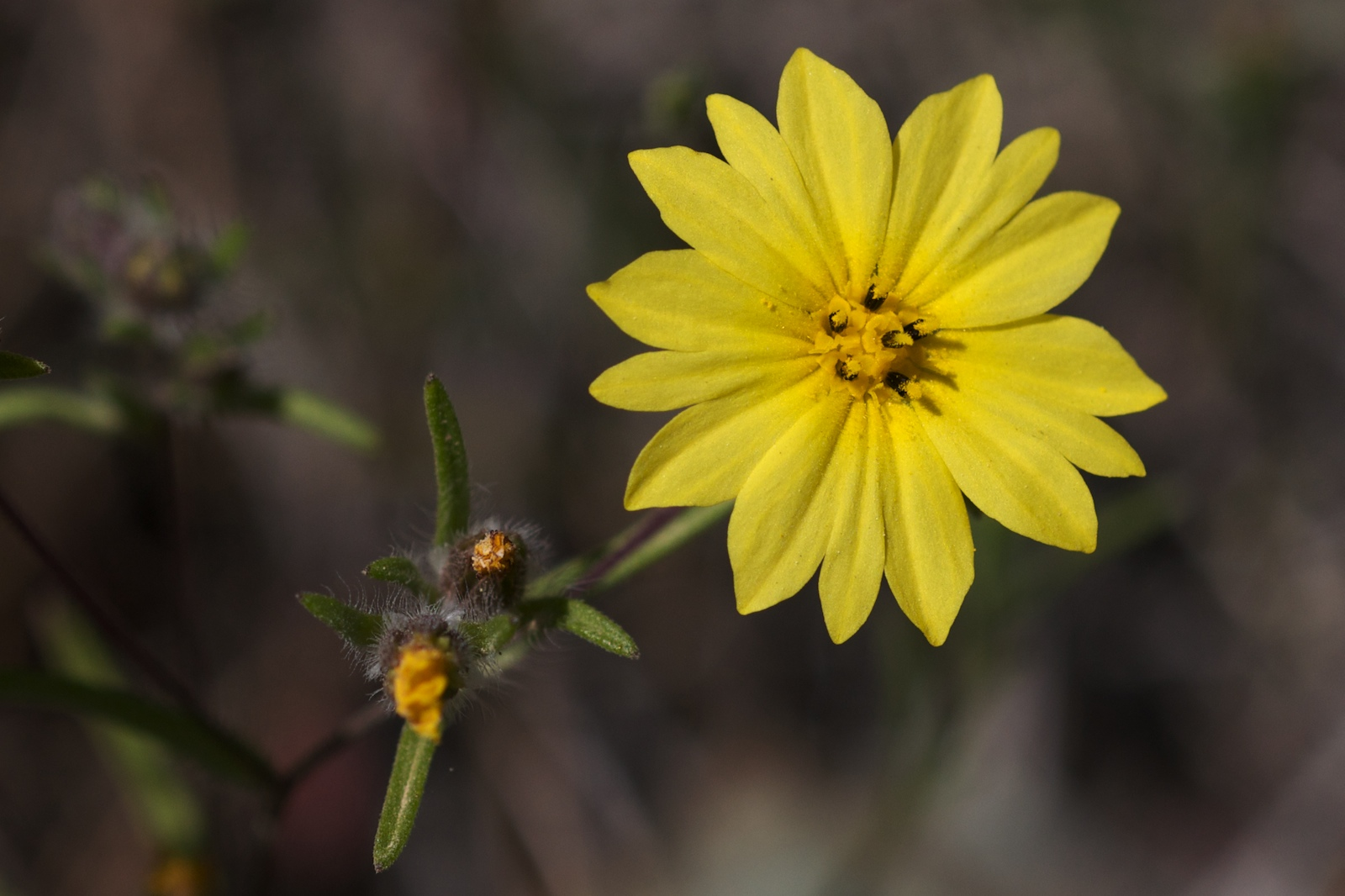